# Ангел (телесериал)
«Ангел» (англ. Angel) — американский телесериал, спин-офф телесериала «Баффи — истребительница вампиров», задуманный совместно Джоссом Уидоном и Дэвидом Гринуолтом и повествующий о дальнейшей судьбе вампира с душой, покинувшего Саннидейл и истребительницу Баффи и переехавшего жить в Лос-Анджелес. Сериал состоит из 5 сезонов, однако 5 сезон не является заключительным. В формате комикса был выпущен 6 сезон (Ангел: После падения (сезон 6)).

## Сюжет
| Сезон | Сезон | Эпизоды | Оригинальная дата показа | Оригинальная дата показа |
| Сезон | Сезон | Эпизоды | Премьера сезона          | Финал сезона             |
| ----- | ----- | ------- | ------------------------ | ------------------------ |
|       | 1     | 22      | 5 октября 1999           | 23 мая 2000              |
|       | 2     | 22      | 26 сентября 2000         | 22 мая 2001              |
|       | 3     | 22      | 24 сентября 2001         | 20 мая 2002              |
|       | 4     | 22      | 6 октября 2002           | 7 мая 2003               |
|       | 5     | 22      | 1 октября 2003           | 1 мая 2004               |

## В ролях
- Дэвид Бореаназ — Ангел
- Харизма Карпентер — Корделия Чейз
- Гленн Куинн — Фрэнсис Дойл
- Алексис Денисоф — Уэсли Уиндем-Прайс
- Джей Огаст Ричардс — Ганн
- Эми Эккер — Фред Бёркл / Иллирия
- Энди Хэллетт — Лорн
- Джули Бенц — Дарла
- Винсент Картайзер — Коннор
- Джеймс Марстерс — Спайк
- Мерседес Макнаб — Хармони
- Элизабет Ром — Кейт Локли
- Кристиан Кейн — Линдси МакДональд
- Стефани Романов — Лайла Морган
- Сэм Андерсон — Холланд Мэннерс
- Джульет Ландау — Друзилла
- Элайза Душку — Фейт
- Сара Мишель Геллар — Баффи Саммерс
- Сет Грин — Оз
- Элисон Ханниган — Уиллоу Розенберг
- Бриджид Брэнно — Вирджиния Брайс
- Марк Лутц — Груссалуг
- Алекса Девалос — Гвен Рэйден
- Кейт Шарабайка — Дэниел Хольц
- Джек Конли — Саджан
- Дэвид Денман — Скип
- Владимир Кулич — Зверь
- Мэттью Джеймс — Мерл

## Персонажи

### Ангел
При жизни его звали Лиам, когда он стал вампиром — его стали звать Ангелусом (Angelus). После того, как цыгане вернули душу в тело вампира Ангелуса, он стал называть себя Ангелом. После возвращения души он больше не убивал людей, не питался человеческой кровью, отличался отсутствием жестокости. Хотя во втором сезоне Ангела рассказывается, что он пытался жить, как прежде с Дарлой. Также в четвёртом сезоне в его воспоминаниях видно, что он убил человека уже после обретения души.
Около столетия он скитался по миру, пытаясь постичь смысл своего жалкого существования. Но судьба его свела с новопризванной истребительницей вампиров в Саннидейле — они полюбили друг друга. Ангел понимал, что с ним у его девушки нет реального будущего, кроме как ежедневной опасности, не считая их ночных приключений, поэтому он уезжает в Лос-Анджелес. Там он встречает бывшую одноклассницу и подругу Баффи — Корделию, и полудемона Дойла — посланца Высших сил. Вместе с ними он открывает частное агентство с целью помощи людям.

### Фрэнсис Дойл
Получеловек-полудемон с пророческими способностями. Его видения служили своеобразными указателеми, куда Ангелу необходимо направиться. Внешне выглядит явным пронырой, которым он и был долгое время, однако после встречи с Ангелом он становится куда более ответственным и самоотверженым. Он очень много пил, но перед самой своей смертью он решил завязать. Погиб, разряжая бомбу, убивающую любого, в ком есть человеческая кровь. Его пророческие способности перешли к Корделии.

### Лорн
Демон, рождённый в измерении Пайли. В его родном измерении не существует музыки, поэтому он сбежал оттуда в наш мир. Лорн может читать ауру людей, которые в этот момент поют. Владеет караоке-баром "Каритос", где по совместительству, дает советы демонам и людям. После того, как трижды его бар был разгромлен, переселяется в отель к Ангелу. В конце третьего сезона уезжает в Вегас, чтоб устроить своё собственное шоу, но попадает в плен к торговцу будущим, и вынужден работать насильно, пока команда Ангела не приходит ему на помощь. В пятом сезоне работает вместе с командой Ангела на Вольфрам и Харт. В последней серии Ангел просит Лорна убить Линдсея, Лорн соглашается, но он говорит Ангелу, что это последнее, что он делает по его просьбе и, что он больше не хочет иметь с ним никаких дел.

### Коннор
Сын Ангела и Дарлы, рождённый человеком. Младенцем он был похищен врагом Ангела, Хольтцем, и воспитан в измерении Квортод. Имеет многие способности отца (острый слух, быстрота, ловкость). Всю свою жизнь Коннор думал, что Ангел — зло, которое надобно убить, и даже похоронил отца в железном гробу на дне океана. Несмотря на свою любовь к нему, Ангел прогнал Коннора, хоть и всегда наблюдал за ним. В конце четвёртого сезона Коннор берет в заложники людей и Корделию. Чтобы всех спасти, в том числе Коннора, Ангел заключает сделку с Вольфрам и Харт. Все забывают о Конноре, кроме Ангела. В последней серии Ангел встречает Коннора, который говорит, что он его помнит.

### Чарльз Ганн
Ганн с юных лет был бездомным, и позже руководил группой таких же беспризорников, как и он, которые боролись с вампирами и демонами. В 17 лет продал душу за грузовик. У Ганна была сестра Алонна, но когда она стала вампиром, ему пришлось её убить. Позже становится постоянным членом «Расследований Ангела». Влюбляется во Фред, и она отвечает ему взаимностью.

### Уиннифред Беркл
Гениальная девушка-физик, которая случайно попала в портал и очутилась в измерении Пайли. Фред пробыла там 5 лет, сумев сбежать из рабства, скрывалась в пещере. Команда Ангела возвращает её в наше измерение, и она остается с ними. Сначала была влюблена в Ангела, ассоциируя его с принцем, но позже завела роман с Ганном. Но после того, как тот убил профессора Сайдела, в своё время отправившего Фред в Пайли, их отношения быстро сошли на нет. В пятом сезоне Фред наконец отвечает взаимностью давно влюбленному в неё Уэсли, но козни сумасшедшего фанатика Нокса, приводят к гибели девушки. Она умирает на руках возлюбленного, а в её тело вселяется Иллирия — великая богиня древности.

### Корделия Чейз
Одноклассница Баффи. Типичная школьная стерва, которая больше всего озабочена своей внешностью. Вначале она презирала Баффи, но после того как Истребительница несколько раз спасла ей жизнь, Корделия начала принимать активное участие в борьбе со злом, и даже долгое время встречалась с Ксандером. После переезда в ЛА встретила Ангела и Дойла, которые спасли её от влиятельного вампира. Её актёрская карьера не складывалась, так что она решила «временно» поработать на Ангела. Именно ей Дойл передал свои пророческие способности перед смертью.

### Уэсли Уиндем-Прайс
Бывший наставник Баффи и Фэйт. Был уволен Советом Наставников за профнепригодность. Некоторое время после этого работал вольным охотником на демонов, но не слишком успешно. После встречи с Ангелом стал достаточно часто заходить в его агентство, а через некоторое время официально начал работать на Ангела, став таким образом своеобразным «мозгом» команды. После того как он украл сына Ангела, следуя лжепророчеству, чтобы спасти его, был изгнан из агентства, но потом опять вернулся в строй бравых истребителей демонов. После того как сын Ангела Коннор вырос и попытался убить отца, Уэсли спас Ангела и пришёл к нему на новую работу в Вольфрам и Харт. Долго и безнадёжно был влюблён во Фред, но когда она ответила ему взаимностью, счастье их было недолгим: в тело его любимой вселилась богиня демонов Иллирия, и душа Фред была поглощена ею.

### Спайк
Спайк, при жизни Уильям Пратт  по кличке " Уильям Кровавый" (прозван так в Англии за свои ужасные стихи), был обращён в вампира в Лондоне будущей его возлюбленной вампирессой Друсиллой в 1880году. Кличку «Костыль» (англ. Spike) получил за то, что мучил своих жертв железнодорожными костылями для скрепления рельсов (см. серию 2.03 School Hard). Известен тем, что убил двух Истребительниц вампиров. Спайк присоединился к знаменитой «семье» Дикий вихрь из клана Аурелиса, которая путешествовала по миру. Спайк после очередного нравоучения своего Сира Ангелуса узнал об Истребительницах, после чего жаждал встречи с ними. Однажды их путь занес в Китай в начале XX века, во времена «боксерского восстания», где Спайк впервые повстречался с Истребительницей. Он был поражен этой китайской девушкой, которую и убил. Вторую Истребительницу он убил в 1977 году в вагоне Нью-Йоркского метро. Для исцеления Друсиллы Спайк был вынужден приехать к Чертовой пасти в городе Саннидейле, где вступил в противостояние с местной Истребительницей (Баффи Саммерс). В дальнейшем стал жертвой эксперимента секретной организации "Инициатива" и потерял возможность охотиться на людей, от скуки оказывал помощь команде Баффи в истреблении других вампиров и демонов. Позже влюбляется в истребительницу…
ради неё он меняется и получает душу.
В заключительной серии седьмого сезона сериала «Баффи» — спасает мир ценой своей жизни. Спустя 19 дней появляется в сериале «Ангел» как бестелесный призрак, позже возвращает себе тело. Остаётся в Лос-Анджелесе и постепенно вовлекается в опасную игру, затеянную Ангелом. В заключительной битве сражается против сил зла бок о бок с Ангелом и его соратниками.

### Баффи Энн Саммерс
Баффи Энн Саммерс (Сара Мишель Геллар) известна как «Истребительница», одна из длинной череды молодых женщин, выбранных самой судьбой для битвы с силами зла. Став истребительницей, Баффи получила невероятно возросшую физическую силу, способность быстро двигаться, ловкость, увёртливость, крепкое здоровье и способность быстро излечиваться от травм, интуицию и некоторую способность к предвидению, которая обычно проявляется во снах.

### Друсилла
В 1860 году Ангелус заметил в Лондонском монастыре набожную девушку и она ему приглянулась. Его поразил её дар предвидения и он посчитал, что он пригодится им в «Семье». Ангелус не хотел просто убивать её, он сначала убил всех, кого она знала и любила, отчего девушка обезумела, а затем обратил её в вампира. В результате она стала безумной и с даром предвидения вампиром. Долгое время они путешествовали, затем и со Спайком. В конце XX-го века Друсилла очень пострадала от разъярённой толпы в Праге, поэтому Спайк решил ехать в Саннидейл, где Друсилла как демон должна была очень быстро поправиться. Там они встречают Ангела, который обрёл душу, влюблённого в Истребительницу вампиров. В Саннидейле Друсилла намеревается с вновь потерявшем душу Ангелусом устроить Апокалипсис, но у них это не получается, так как им помешала Баффи, озлобленная убийством Кендры от рук Друсиллы и Спайка. Друсилла покидает город вместе со Спайком до смерти Ангелуса, после чего рвёт отношения со Спайком. Позже она пыталась вновь воссоединиться со Спайком, но он предпочел остаться один и добиваться любви Баффи.

### Фэйт
Фэйт Лэхэйн. Призвалась, как истребительница вампиров, после смерти своей предшественницы Кендры. Фэйт на раннем периоде своего обучения потеряла своего наставника, что оставило на ней неизгладимое впечатление, так как, чтобы не погибнуть самой, ей пришлось сбежать. Фэйт направилась к своей «напарнице», о которой была наслышана, но в силу сложившихся обстоятельств и её характера, Фейт переметнулась на сторону Зла…

## Релиз

### Критика
Будучи спин-оффом сериала «Баффи — истребительница вампиров», «Ангела» часто сравнивают с первым шоу — «лучше» или «хуже». В обзоре «The Independent» говорится: «Лос-Анджелесский спин-офф „Баффи“ в начале смотрелся как бедный родственник оригинала, но вырос и стал мрачным и увлекательным развлечением».

### Рейтинги
Два телевизионных сезона, когда «Баффи» и «Ангел» выходили в эфир одновременно, рейтинги шоу об истребительнице были выше, чем у вампира из Лос-Анджелеса.

### Награды и номинации
Ангел собрал ряд наград. International Horror Guild Award за лучшее телевидение в 2001 году. Оно получило несколько номинаций и наград от Saturn Awards которые ежегодно вручаются Академией научной фантастики, фэнтези и хоррор фильмов: «Лучший интернет-ТВ сериал» в 2004 году и Дэвид Бореаназ выиграл награду «Лучший ТВ-актёр» в 2000, 2003, и 2004 годах. Эпизоды «Waiting in the Wings», «Smile Time», и «Not Fade Away» были номинированы на премию Хьюго за лучшую драматическую постановку в 2003 и 2005 годах.